# ترو أوبراين
ترو أوبراين (بالإنجليزية: True O'Brien)‏ هي عارضة وممثلة أمريكية، ولدت في 28 فبراير 1994 في لوس أنجلوس في الولايات المتحدة.

## أعمال

### مسلسلات
- جيسي[5]

## وصلات خارجية
- ترو أوبراين على موقع IMDb (الإنجليزية)